# 麥覺理大學
麥覺理大學（英語：Macquarie University）位於澳大利亞新南威爾士州悉尼西北郊的萊德市，距離最近的城鎮埃平（Epping）僅五分鐘車程。校總區距離市中心有18公里，占地面積達135公頃；創校歷史雖然不足60年，但由於辦學積極進取，現時是雪梨大都會排名第三的澳大利亞大學。

## 綜合表現
2025年QS世界大学综合排名第133位。
2024年QS綜合排名位列世界第130位，澳洲第11位，2023泰晤士世界大學排名第175位，2022ARWU 世界大學排名201~300。
麥覺理大學在全澳的評鑑經常名列前十大。2007年，麥大被評為全澳綜合第九。
麥大的經濟系在全澳的經濟系所中排行前六大，並且名列全球前二十五大；商學院在2009年西班牙世界大學網路排名的商學院排名中，全國第一（Executive Program）。

## 大學現況
麥覺理大學（MQ）創立於1967年；2008年學生總數有30,074人，研究生人數達10,378名；素以培養實用型人材為興學本務，在應用金融、精算、會計、國際貿易等財經領域享有評譽。麥覺理大學的工商管理碩士（MBA）課程採用單元制，允學子從GradCert、GradDip、MM到MBA四個階段來完成學業，因此很受在職人士歡迎。現時課程亦推廣至海外，其香港課程與香港管理協會（HKMA）合辦；綜觀近年所獲榮譽包括：
- 應用金融碩士學位獲亞洲開發銀行評鑑為「模範」學程；
- 麥覺理管理管理研究所（MGSM）獲倫敦《金融時報》評選為世界前200大；
- 2004年獲《泰晤士報高等教育副刊》評選為世界前200名大學，排名第168；
- 獲《2000年澳洲最佳大學指南》、《2006年澳洲最佳大學指南》評選為澳洲5星級的大學之一。

## 傑出學術領域
- 商學院：應用金融、精算、會計、工商管理
- 科學院：生態學、生物科技
- 文學院：語言學
- 資訊通信學院：激光電子
- 健康學院：脊骨神經醫學

## 外部連結
- 麥覺理大學網址（页面存档备份，存于）
- 麥覺理管理研究所網址 （页面存档备份，存于）（MBA學位課程）

麥覺理大學的舊標誌(至2011年)

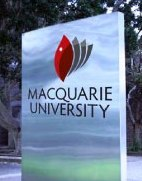
麥覺理大學的舊標誌(2012至2014年)

- Studying at Macquarie University 1 （页面存档备份，存于）（影音）
- Student Life Ministry at MQ （页面存档备份，存于）（影音）
- MQ - First Look （页面存档备份，存于）（影音）
- MQ - International Community （页面存档备份，存于）（影音）
- MQ Open Day （页面存档备份，存于）（影音）